# Boushra Yahya Almutawakel
Boushra Yahya Almutawakel (àrab: بشارة يحيى المتوكل, Buxāra Yaḥyà al-Mutawakkil) (Sanà, 1969) és una fotògrafa iemenita. El seu treball tracta la percepció internacional dels musulmans i se centra sobretot en temes de gènere i les representacions de dones musulmanes i àrabs i el seu vestuari.
Va néixer el 1969 a Sanà, capital del Iemen i des del 2013 viu a París, on hi viu amb el seu marit i les seves quatre filles.

## Carrera professional
Almutawakel vivia als Estats Units durant l'atac a les torres bessones de l'11 de setembre de 2001, cosa que la va fer centrar-se en la percepció, tant positiva com negativa, que es tenia dels àrabs i musulmans. Va col·laborar amb l'escriptora egipcis Nawal El Saadawi, qui va afirmar que "les dones que porten un hijab o nicab son iguals que les dones que porten maquillatge en el sentit que totes amaguen la seva identitat" i va tractar d'interpretar les idees de l'escriptora a través de la fotografia. La seva "sèrie del Hijab" explora la percepció de les dones en particular i inclou fotografies de la nina "Fulla", una nina molt similar a la Barbie per nenes musulmanes.
Els seus treballs també examinen com les dones iemenites han cobert el seu cos durant el passat i en el present. En les discussions sobre l'ús del nicab, va afirmar "Vull ser molt cautelosa per no ampliar l'estereotip, difonent imatges negatives retratant sobre el hijab o vel en mitjans occidentals. Especialment la noció que la majoria o totes les dones que porten hijab o vel son febles, oprimides, ignorants o retrògrades".
Un altre projecte ensenyava dones vestides amb els vestits tradicionals masculins. Almutawakel explicava "la roba tradicional masculina és força similar als vestits de les dones: llarg, ample, modest i sovint amb el cap tapat. El focus en els mitjans occidentals és sempre en com vesteixen les dones i jo volia canviar aquesta noció".
Ha treballat com a fotògrafa pel British Council, CARE i les Nacions Unides. També ha treballat per l'ambaixada del Iemen a Washington com a consultora en afers culturals i pel govern el Iemen al ministeri de drets humans centrada en els problemes de les dones.
El 2018 va aparèixer a la llista de la 100 Women BBC.